# Thượng tướng Quân Giải phóng Nhân dân Trung Quốc
Thượng tướng Quân Giải phóng Nhân dân Trung Quốc (tiếng Trung: 中国人民解放军上将) là cấp bậc tướng lĩnh cao cấp nhất của Quân Giải phóng Nhân dân Trung Quốc. Được thành lập vào năm 1955, 55 quân nhân cao cấp đầu tiên đã phong cấp bậc Thượng tướng vào ngày 27 tháng 9 năm 1955, sau đó phong cấp bổ sung thêm 2 người, tổng cộng 57 người, được gọi "Thượng tướng khai quốc". Bấy giờ, cấp bậc Thượng tướng là cấp bậc cao cấp thứ 3 sau cấp bậc Nguyên soái và Đại tướng, trên cấp Trung tướng. Năm 1965, hệ thống quân hàm quân đội đã bị hủy bỏ, nhiều tướng lĩnh cao cấp bị thanh trừng trong Cách mạng Văn hóa. Mãi đến năm 1988, hệ thống quân hàm mới được khôi phục lại với vài sửa đổi nhỏ (như cấp Đại tướng mang danh xưng mới "Nhất cấp thượng tướng"). Sau khi 2 vị nguyên soái và 2 vị đại tướng khai quốc cuối cùng qua đời, cấp bậc Nguyên soái và Nhất cấp thượng tướng cũng bị bãi bỏ hoàn toàn vào năm năm 1994. Hiện nay, cấp bậc Thượng tướng là bấc bậc quân sự cao nhất của Quân Giải phóng Nhân dân Trung Quốc. Theo "Quy chế Quân hàm Quân đội Giải phóng Nhân dân", các cấp bậc sau đây được trao cho cấp Thượng tướng: Phó Chủ tịch Ủy ban Quân sự Trung ương, Ủy viên Ủy ban Quân sự Trung ương, Tổng Tham mưu trưởng, Chủ nhiệm Tổng bộ Chính trị.
Trong lịch sử của Quân đội Giải phóng nhân dân Trung Quốc, đã có trường hợp cha và con trai nhận được cấp bậc thượng tướng. Hiện tượng này thường được gọi là "tướng môn hổ tử" và được mọi người quan sát chặt chẽ.

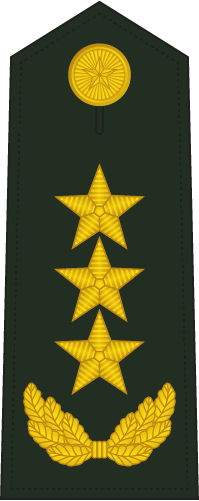
Quân hàm Thượng tướng Lục quân
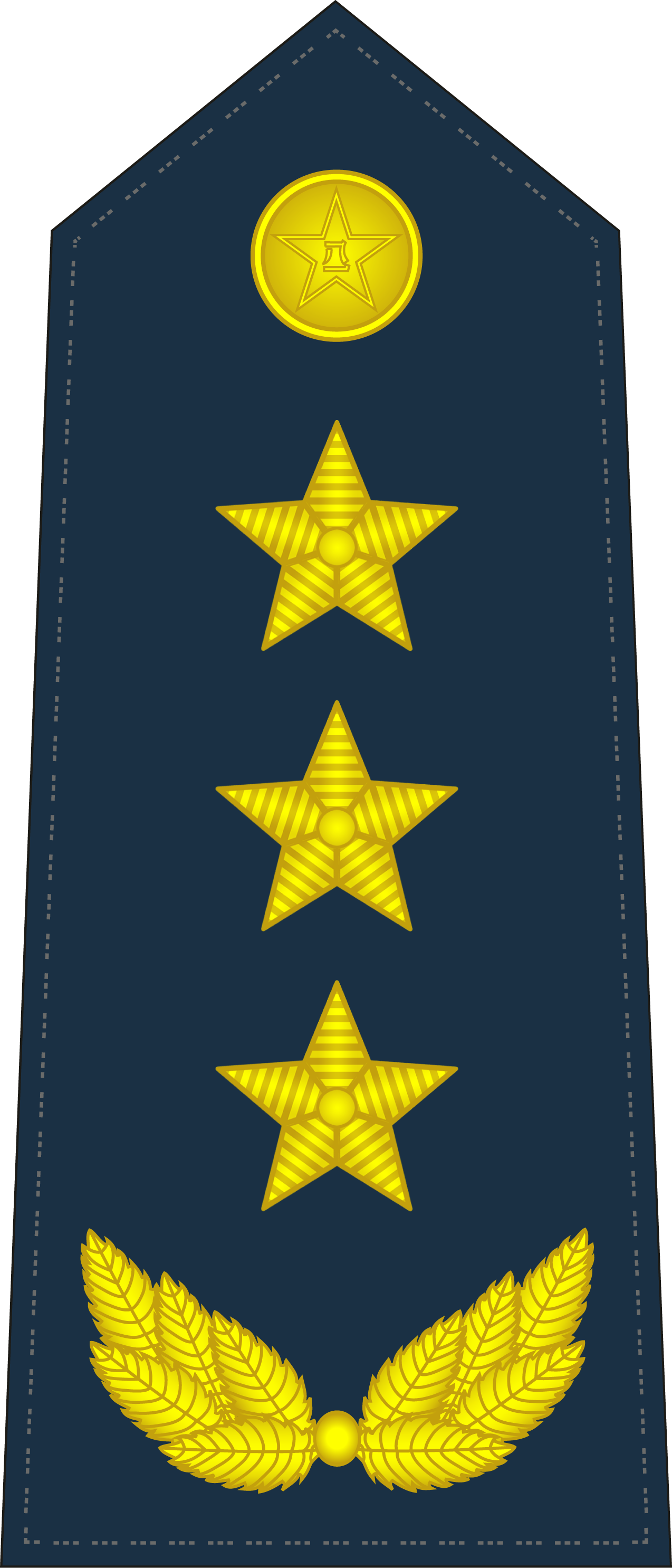
Quân hàm Thượng tướng Không quân
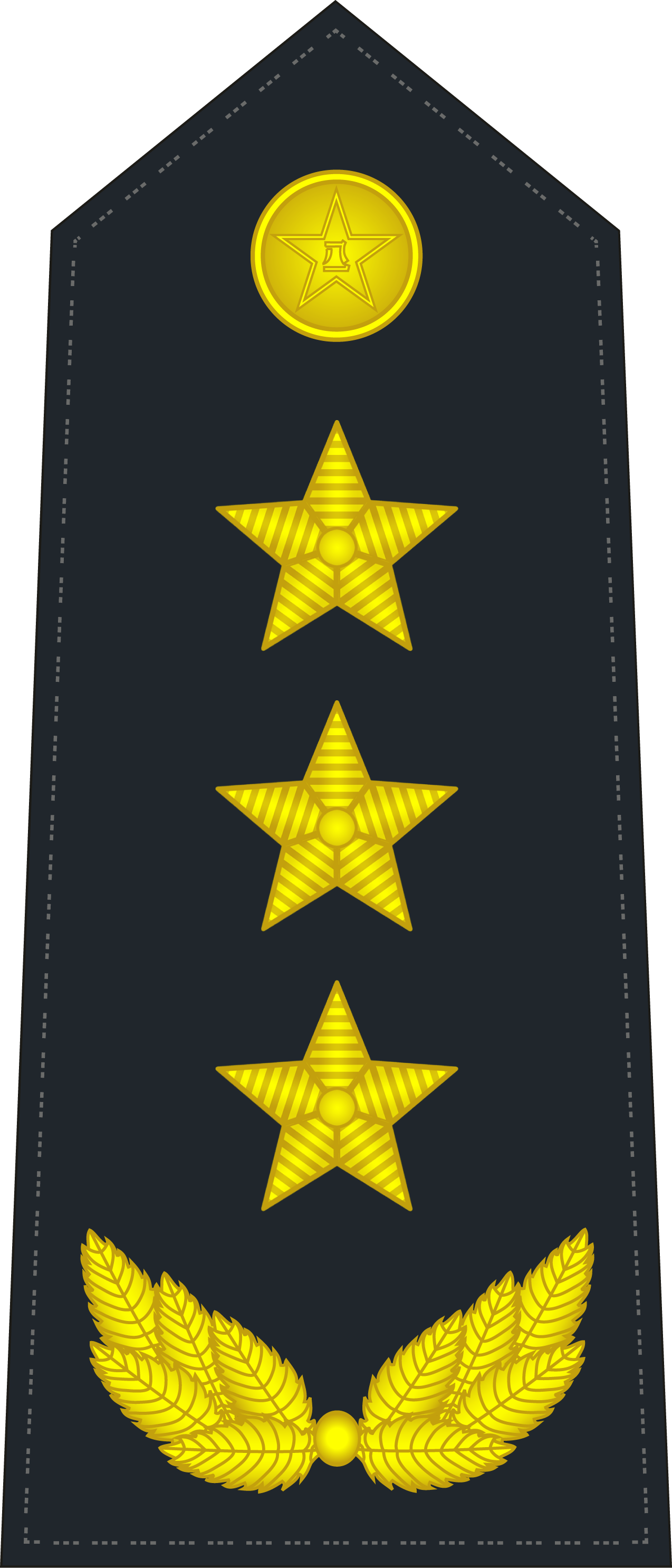
Quân hàm Thượng tướng (Đô đốc) Hải quân
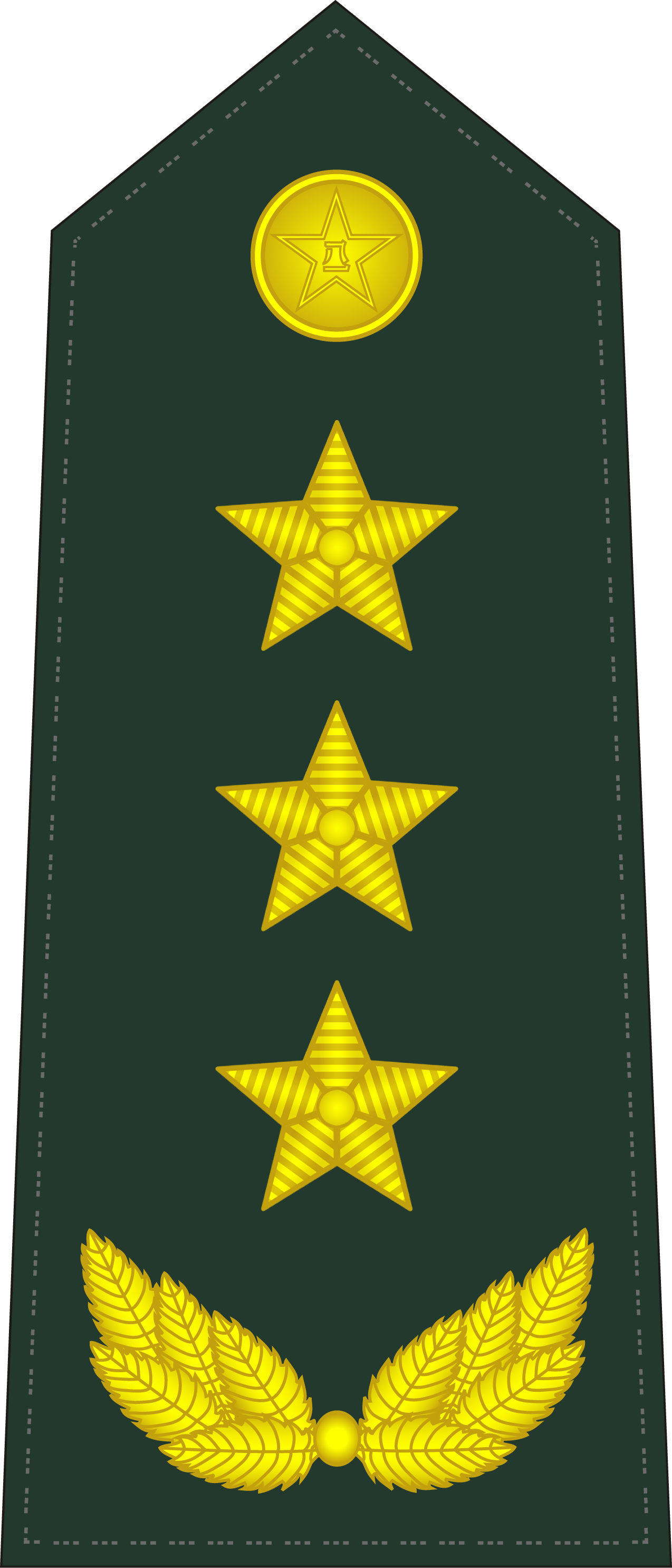
Quân hàm Thượng tướng Võ cảnh

## Giai đoạn từ 1955 đến 1965
| Họ và tên                                   | Chân dung | Chức vụ lúc thụ phong | Ngày thụ phong | Cấp bậc khác        | Ghi chú |
| ------------------------------------------- | --------- | --- | -------------- | ------------------- | --- |
| Thượng tướng Vương Bình                     |           | Trưởng ban Ban Vận động Bộ Tổng Tham mưu | 27/9/1955      | Cấp Phó Binh đoàn   | |
| Thượng tướng binh đoàn đường sắt Vương Chấn |           | Phó Tổng Tham mưu trưởng Chính ủy kiêm Tư lệnh Binh đoàn Đường sát                                                                           | 27/9/1955      | Cấp chính binh đoàn | Năm 1988 được bầu làm Phó Chủ tịch nước Cộng hòa Nhân dân Trung Hoa năm 1980 là 1 trong "bát đại nguyên lão Trung Cộng"                                                             |
| Vương Hoành Khôn Hải quân Thượng tướng      |           | Phó Tư lệnh Hải quân | 27/9/1955      | Cấp chính binh đoàn | |
| Vương Kiến An Thượng tướng                  |           | Phó Tư lệnh Quân khu Thẩm Dương | 25/1/1956      | Cấp chính binh đoàn | |
| Vương Tân Đình Thượng tướng                 |           | Quyền Tư lệnh, Chính ủy Quân khu Tế Nam | 27/9/1955      | Cấp chính binh đoàn | |
| Vi Quốc Thanh Công an Thượng tướng          |           | Bí thư Tỉnh ủy Quảng Tây Tỉnh tưởng tỉnh Quảng Tây Phó Tư lệnh Lực lượng Công an                                                             | 27/9/1955      | Cấp phó binh đoàn   | người Choang |
| Ô Lan Phu Thượng tướng                      |           | Phó Tổng lý Quốc vụ viện Bí thư Khu ủy Khu tự trị Nội Mông Chủ tịch Chính phủ Nhân dân Khu tự trị Chính ủy kiêm Tư lệnh Quân khu Nội Mông Cổ | 27/9/1955      | Không               | người Mông Cổ, năm 1983 được bầu làm Phó Chủ tịch nước |
| Đặng Hoa Thượng tướng                       |           | Phó Tổng Tham mưu trưởng Tư lệnh Quân khu Thẩm Dương                                                                                         | 27/9/1955      | Cấp chính binh đoàn | |
| Diệp Phi Thượng tướng                       |           | Bí thư Tỉnh ủy Phúc Kiến Tỉnh trưởng tỉnh Phúc Kiến Tư lệnh Quân khu Phúc Kiến kiêm Phó Tư lệnh Quân khu Nam Kinh                            | 27/9/1955      | Cấp chính binh đoàn | người Philippines gốc Hoa |
| Cam Tứ Kì Thượng tướng                      |           | Phó Chủ nhiệm Tổng bộ Chính trị | 27/9/1955      | Cấp chính binh đoàn | Vợ ông, Lý Trinh là nữ tướng đầu tiên của Quân Giải phóng nhân dân Trung Quốc |
| Lữ Chính Thao Thượng tướng                  |           | Bộ trưởng Bộ Giao thông Quân sự Bộ tổng Tham mưu                                                                                             | 27/9/1955      | Cấp phó binh đoàn   | tướng lĩnh quân khu Đông Bắc, Thượng tướng khai quốc cuối cùng qua đời |
| Chu Lương Tài Thượng tướng                  |           | Chính ủy Quân khu Bắc Kinh | 27/9/1955      | Cấp chính binh đoàn | |
| Lưu Chấn Không quân Thượng tướng            |           | Phó Tư lệnh Không quân | 27/9/1955      | Cấp phó binh đoàn   | |
| Lưu Á Lâu Không quân Thượng tướng           |           | Tư lệnh Không quân | 27/9/1955      | Cấp chính binh đoàn | |
| Hứa Thế Hữu Thượng tướng                    |           | Phó Tổng Tham mưu trưởng Tư lệnh Quân khu Nam Kinh                                                                                           | 27/9/1955      | Cấp chính binh đoàn | |
| Tô Chấn Hoa Thượng tướng                    |           | Chủ nhiệm Chính trị kiêm Chính ủy Hải quân                                                                                                   | 27/9/1955      | Cấp chính binh đoàn | |
| Lý Đạt Thượng tướng                         |           | Thứ tưởng Bộ Quốc phòng Phó Bộ trưởng Tổng giám bộ Huấn luyện                                                                                | 27/9/1955      | Cấp chính binh đoàn | |
| Lý Đào Thượng tướng                         |           | Bộ trưởng Bộ thứ ba của Tổng Tham mưu | 27/9/1955      | Cấp chính binh đoàn | |
| Lý Thiên Hựu Thượng tướng                   |           | Nguyên Tư lệnh Quân khu Quảng Tây | 27/9/1955      | Cấp phó binh đoàn   | |
| Lý Chí Dân Chí nguyện quân Thượng tướng     |           | Chính ủy Quân chí nguyện Nhân dân Trung Quốc                                                                                                 | 27/9/1955      | Cấp phó binh đoàn   | |
| Lý Khắc Nông Thượng tướng                   |           | Thứ trưởng Bộ Ngoại giao Phó Tổng Tham mưu trưởng                                                                                            | 27/9/1955      | Cấp chính binh đoàn | |
| Lý Tụ Khuê Quân nhu Thượng tướng            |           | Chính ủy Tổng bộ Hậu cần | 2/1958         | Cấp chính binh đoàn | |
| Dương Dũng Chí nguyện quân Thượng tướng     |           | Tư lệnh Quân chí nguyện Nhân dân Trung Quốc                                                                                                  | 27/9/1955      | Cấp chính binh đoàn | |
| Dương Chí Thành Thượng tướng                |           | Phó Bộ trưởng Bộ Giám sát Lực lượng Vũ trang                                                                                                 | 27/9/1955      | Cấp phó binh đoàn   | |
| Dương Thành Võ Thượng tướng                 |           | Phó Tổng tham mưu trưởng Tư lệnh Quân khu Bắc Kinh Tư lệnh Phòng không                                                                       | 27/9/1955      | Cấp chính binh đoàn | |
| Dương Đắc Chí Thượng tướng                  |           | Tư lệnh Quân khu Tế Nam | 27/9/1955      | Cấp chính binh đoàn | |
| Tống Nhậm Cùng Thượng tướng                 |           | Phó Thư ký trưởng Trung ương Đảng Phó Bộ trưởng Tổng bộ Cán bộ                                                                               | 27/9/1955      | Cấp chính binh đoàn | 1 trong "bát đại nguyên lão Trung Cộng" |
| Tống Thời Luân Thượng tướng                 |           | Hiệu trưởng Học viện Bộ binh Cấp cao | 27/9/1955      | Cấp chính binh đoàn | |
| Trương Tông Tốn Thượng tướng                |           | Phó Tổng Tham mưu trưởng Phó Bộ trưởng Tổng giám bộ Huấn luyện                                                                               | 27/9/1955      | Cấp chính binh đoàn | Con trai là Thượng tướng Trương Hựu Hiệp |
| Trương Ái Bình Thượng tướng                 |           | Phó Tổng Tham mưu trưởng | 27/9/1955      | Cấp phó binh đoàn   | Sau là Bộ trưởng Bộ Quốc phòng |
| Trần Sĩ Củ Công trình binh Thượng tướng     |           | Tư lệnh Công trình binh | 27/9/1955      | Cấp chính binh đoàn | |
| Trần Tái Đạo Thượng tướng                   |           | Phó Bộ trưởng Bộ Giám sát Lực lượng Vũ trang Tư lệnh Quân khu Hồ Bắc kiêm Quân khu Vũ Hán                                                    | 27/9/1955      | Cấp phó binh đoàn   | |
| Trần Bá Quân Thượng tướng                   |           | Phó Viện trưởng Học viện Quân sự | 27/9/1955      | Cấp phó binh đoàn   | |
| Trần Minh Nhân Thượng tướng                 |           | Tư lệnh Quân đội số 55 | 27/9/1955      | Cấp chính binh đoàn | nguyên Trung tướng Quốc dân Cách mệnh Quân |
| Trần Kì Hàm Pháp quân Thượng tướng          |           | Phó Chánh án Tòa án Nhân dân Tối cao Chánh án Toàn án Quân sự                                                                                | 27/9/1955      | Cấp chính binh đoàn | |
| Trần Tích Liên Pháo binh Thượng tướng       |           | Tư lệnh Pháo binh | 27/9/1955      | Cấp chính binh đoàn | |
| Chu Hoàn Thượng tướng                       |           | Chính ủy Quân khu Thẩm Dương | 27/9/1955      | Cấp phó binh đoàn   | |
| Chu Sĩ Đệ Thượng tướng                      |           | Bộ trưởng Bộ huấn luyện ngoại quân kiêm Phó Bộ trưởng Tổng giám bộ Huấn luyện                                                                | 27/9/1955      | Cấp chính binh đoàn | |
| Chu Thuần Toàn Thượng tướng                 |           | Phó Bộ trưởng Bộ Giám sát Lực lượng Vũ trang                                                                                                 | 27/9/1955      | Cấp phó binh đoàn   | |
| Triệu Nhĩ Lục Thượng tướng                  |           | Bộ trưởng Bộ Công nghiệp cơ giới thứ 2 | 27/9/1955      | Cấp chính binh đoàn | |
| Hồng Học Trí Thượng tướng                   |           | Phó bộ trưởng Tổng bộ Hậu cần | 27/9/1955      | Cấp phó binh đoàn   | năm 1988 công nhận cấp bậc thượng tướng lần nữa |
| Chung Kì Quang Thượng tướng                 |           | Phó Chính ủy Học viện Quân sự | 27/9/1955      | Cấp phó binh đoàn   | |
| Hạ Bỉnh Viêm Thượng tướng                   |           | Tư lệnh Quân khu Thành Đô | 27/9/1955      | Cấp chuẩn binh đoàn | Thượng tướng khai quốc qua đời đầu tiên |
| Quách Thiên Dân Thượng tướng                |           | Bộ trưởng Quân sự xuất bản kiêm Phó Bộ trưởng Tổng giám bộ Huấn luyện                                                                        | 27/9/1955      | Cấp phó binh đoàn   | |
| Đường Lượng Thượng tướng                    |           | Chính ủy Quân khu Nam Kinh | 27/9/1955      | Cấp phó binh đoàn   | |
| Đào Trĩ Nhạc Thượng tướng                   |           | Phó Tư lệnh Quân khu Tân Cương Tư lệnh binh đoàn xây dựng sản xuất Tân Cương                                                                 | 27/9/1955      | Cấp chính binh đoàn | |
| Tiêu Hoa Thượng tướng                       |           | Phó Chủ nhiệm Tổng bộ Chính trị Phó Bộ trưởng Tổng bộ Cán bộ                                                                                 | 27/9/1955      | Cấp chính binh đoàn | |
| Tiêu Khắc Thượng tướng                      |           | Thứ trưởng Bộ Quốc phòng Phó Bộ trưởng Tổng giám bộ Huấn luyện                                                                               | 27/9/1955      | Cấp chính binh đoàn | |
| Hoàng Vĩnh Thắng Thượng tướng               |           | Tư lệnh Quân khu Quảng Châu | 27/9/1955      | Cấp chính binh đoàn | Ông bị trục xuất khỏi đảng tháng 8/1973 năm 1981, là thành viên của nhóm phản cách mạng Lâm Bưu và Giang Thanh, bà đã bị kết án 18 năm tù giam và tước quyền chính trị trong 5 năm. |
| Diêm Hồng Ngạn Thượng tướng                 |           | Bí thư Tỉnh ủy Tứ Xuyên Phó tỉnh trưởng Tứ Xuyên Chính ủy Quân khu Thành Đô                                                                  | 27/9/1955      | Không               | |
| Phó Chung Thượng tướng                      |           | Phó Chủ nhiệm Tổng bộ Chính trị | 27/9/1955      | Cấp chính binh đoàn | |
| Phó Thu Đào Thượng tướng                    |           | Bộ trưởng lực lượng liệt sĩ Bộ Tổng Tham mưu                                                                                                 | 27/9/1955      | Cấp phó binh đoàn   | |
| Hàn Tiên Sở Thượng tướng                    |           | Phó Tổng Tham mưu trưởng | 27/9/1955      | Cấp phó binh đoàn   | |
| Đổng Kì Võ Thượng tướng                     |           | Quân trưởng Quân 69 Lục quân | 27/9/1955      | Cấp chính binh đoàn | nguyên Trung tướng Quốc dân Cách mệnh Quân |
| Bành Thiện Huy Thượng tướng                 |           | Phó Tổng Tham mưu trưởng | 27/9/1955      | Cấp phó binh đoàn   | |
| Tạ Phú Trị Thượng tướng                     |           | Bí thư Tỉnh ủy Vân Nam Chính ủy kiêm Tư lệnh Quân khu Côn Minh                                                                               | 27/9/1955      | Cấp chính binh đoàn | Sau khi mất bị trục xuất khỏi Đảng Năm 1981, ông được xác định là một thành viên của nhóm Lâm Bưu và Giang Thanh.                                                                   |
| Lại Truyền Châu Thượng tướng                |           | Phó Bộ trưởng Tổng bộ Cán bộ | 27/9/1955      | Cấp chính binh đoàn | |